# Lea Koziebrodzka
Lea Koziebrodzka (Leah Kozibrodzka, znana również pod imieniem Lonka, ur. 1916 w Pruszkowie, zm. 18 marca 1943 w Auschwitz-Birkenau) – członkini Freiheitu, w czasie II wojny światowej członkini Droru, bojowniczka Żydowskiej Organizacji Bojowej, łączniczka i kurierka do innych gett, aresztowana przez Niemców w 1942 roku.

## Życiorys
Urodziła się w 1916 w Pruszkowie. Była córką Abrahama K., nauczyciela języka hebrajskiego, działacza młodzieżowego ruchu syjonistycznego. Ukończyła warszawskie Gimnazjum Jehudyjah, następnie rozpoczęła studia romanistyczne na Uniwersytecie Warszawskim. Podczas studiów wstąpiła do OMTUR.
W 1939 roku przystąpiła do organizacji Freiheit. Po wybuchu wojny została aresztowana podczas przekraczania granicy między strefą okupacyjną niemiecką i sowiecką, wkrótce została uwolniona za sprawą „aryjskiego wyglądu”. Została kurierką ruchu He-Haltus i Dror. Jako Krystyna Kosowska była wysyłana do gett w Białymstoku, Grodnie, Wilnie. Przewoziła dokumenty i broń, eskortowała członków organizacji pomiędzy miastami. W 1941 roku wraz z Tosią Altman organizowała grupy samoobrony w getcie w Wilnie. Będąc w podróży kurierskiej, uniknęła aresztowania podczas nalotu na kryjówkę przy ul. Dzielnej podczas „krwawej nocy” w getcie warszawskim 17 kwietnia 1942 roku. Wraz z Płotnicką i Schneiderman należała do grona najważniejszych kurierek w żydowskim ruchu oporu. Wyróżniała się urodą i sposobem bycia aryjskim oraz talentem do języków obcych (posługiwała się angielskim, francuskim, ukraińskim, białoruskim).
Współpracowała z Archiwum Ringelbluma. Przewiozła do Archiwum zbiór dokumentów z Krakowa.
Bezskutecznie planowała przedostać się przez Szwajcarię na Zachód, w celu poinformowania opinii publicznej o sytuacji ludności żydowskiej w okupowanej Polsce.
W czerwcu 1942 roku wraz z kurierką i pielęgniarką Bellą Ghazan (znaną jako Bronisława Limnowska) została ponownie aresztowana na granicy między Bezirk Bialystok a Generalnym Gubernatorstwem w Małkini Górnej. W chwili aresztowania Kozibrodzka miała przy sobie prasę podziemną i cztery granaty ręczne. Nierozpoznana jako Żydówka znalazła się na Pawiaku. Podczas przesłuchiwań na alei Szucha nie wydała nikogo. Podczas przesłuchań ukrywała pochodzenie żydowskie. 12 listopada 1942 roku została wysłana z grupą 56 polskich więźniarek do KL Auschwitz. Tam otrzymała numer 24453. Zmarła 18 marca 1943 roku w wyniku głodu i tyfusu.
Postanowieniem Prezydenta RP Nr 154/48 z 19 kwietnia 1948 roku została odznaczona Krzyżem Srebrnym Orderu Wojennego Virtuti Militari. Wniosek o odznaczenie Kozibrodzkiej przygotował Zarząd Główny Związku Żydów byłych Uczestników Walki Zbrojnej z Faszyzmem.